# Командний чемпіонат світу зі спортивної ходьби 2018
Командний чемпіонат світу зі спортивної ходьби 2018 був проведений 5-6 травня в китайському місті Тайцані на шосейній трасі, прокладеній вулицями міста. Тайцан приймав чемпіонат вдруге (після 2014 року) в своїй історії, а Китай загалом втретє (1995 року змагання відбулись у Пекіні). Найсильніших було виявлено серед дорослих спортсменів та юніорів до 20 років (1999 року народження та молодше). Були розіграні 12 комплектів медалей (по 6 в особистому та командному заліках).
В програмі командних чемпіонатів світу дебютували змагання у жінок в ходьбі на 50 кілометрів. На попередньому чемпіонаті вперше в історії турниру цю дистанцію разом з чоловіками долала одна жінка, американка Ерін Талкотт. Починаючи з 2018 року жіночий залік на 50 кілометрах виділений окремо.
ІААФ офіційно оголосила про надання Тайцану права проводити чемпіонат 30 листопада 2016 року. Первісно, турнір мав пройти в російських Чебоксарах, які отримали право проведення двох поспіль командних чемпіонатів світу зі спортивної ходьби (2016, 2018) 15 листопада 2013. Проте, у зв'язку із зупиненням 13 листопада 2015 членства Всеросійської федерації легкої атлетики в ІААФ (що унеможливлювало проведення змагання в Російській Федерації), ІААФ передала право проведення чемпіонату 2016 року Риму, а 2018 року — Тайцану.
Кожна команда мала право виставити до п'яти спортсменів в кожному з дорослих заходів та до трьох — в юніорських змаганнях. Найкращі країни в командному заліку визначались за сумою місць трьох найкращих спортсменів серед дорослих та двох найкращих — серед юніорів. В командному залку медаль отримував кожен член відповідної команди, який здолав дистанцію та не був дискваліфікований.
Вперше на турнірі була використана штрафна зона («піт-лейн»). Кожний ходок, який отримав три попередження за техніку ходьби, повинен був зупинитись в цій зоні впродовж певного проміжку часу (на дистанції 10 км — 1 хвилина, 20 км — 2 хвилини, 50 км — 5 хвилин), після чого міг продовжити участь. Четверте зауваження автоматично тягнуло дискваліфікацію спортсмена. Раніше це правило застосовувалось головним чином на юнацьких та юніорських змаганнях; на головних турнірах серед дорослих три попередження автоматично призводили до дискваліфікації.
Двокилометрова траса була прокладена центром Тайцану, старт та фініш були розташовані навколо міської бібліотеки.
В жіночому заході на 50 км китаянка Лян Жуй встановила новий світовий рекорд — 4:04.36. Попередня рекордсменка Інеш Енрікеш тривалий час також була в групі лідерів, але зійшла з дистанції після 29-го кілометра.

## Медалісти

### Чоловіки
| Першість | Золото                                                                                                   | Золото  | Срібло                                                               | Срібло  | Бронза                                                              | Бронза  |
| -------- | --- | ------- | -------------------------------------------------------------------- | ------- | ------------------------------------------------------------------- | ------- |
| Особиста | Ікеда Кокі Японія                                                                                        | 1:21.13 | Ван Кайхуа КНР                                                       | 1:21.22 | Массімо Стано Італія                                                | 1:21.33 |
| Командна | Японія Ікеда Кокі (1) Яманісі Тосікадзу (4) Фудзісава Ісаму (7) Такахасі Ейкі (18) Мацунага Дайсуке (31) | 12 очок | Італія Массімо Стано (3) Франческо Фортунато (9) Джорджо Рубіно (17) | 29      | КНР Ван Кайхуа (2) Цзинь Сянцянь (6) Ню Веньчао (34) Гао Інчао (54) | 42      |

| Першість | Золото                                                                 | Золото     | Срібло | Срібло     | Бронза                                                           | Бронза     |
| -------- | ---------------------------------------------------------------------- | ---------- | --- | ---------- | ---------------------------------------------------------------- | ---------- |
| Особиста | Араї Хіроокі Японія                                                    | 3:44.25 SB | Кацукі Гаято Японія                                                                                                 | 3:44.31 PB | Маруо Сатосі Японія                                              | 3:44.52 SB |
| Командна | Японія Араї Хіроокі (1) Кацукі Гаято (2) Маруо Сатосі (3) Іто Юкі (36) | 6 очок     | Україна Мар'ян Закальницький (4) Іван Банзерук (10) Валерій Літанюк (15) Андрій Гречковський (28) Ігор Сахарук (38) | 29         | Польща Рафал Аугустин (7) Рафал Сікора (11) Адріан Блоцький (19) | 37         |

| Першість | Золото                                         | Золото      | Срібло                                                         | Срібло   | Бронза                                                          | Бронза      |
| -------- | ---------------------------------------------- | ----------- | -------------------------------------------------------------- | -------- | --------------------------------------------------------------- | ----------- |
| Особиста | Чжан Яо КНР                                    | 40.07 WU20L | Ван Чжаочжао КНР                                               | 40.12 PB | Хосе Ортіс Гватемала                                            | 40.17 NU20R |
| Командна | КНР Чжан Яо (1) Ван Чжаочжао (2) Сунь Шуай (4) | 3 очки      | Японія Сакадзакі Сьо (5) Дзюсьо Хірото (9) Судзукі Такумі (28) | 14       | Австралія Кайл Свон (10) Деклан Тінгей (14) Мітчелл Бейкер (41) | 24          |

### Жінки
| Першість | Золото                                                                     | Золото     | Срібло | Срібло     | Бронза | Бронза     |
| -------- | -------------------------------------------------------------------------- | ---------- | --- | ---------- | --- | ---------- |
| Особиста | Лупіта Гонсалес Мексика                                                    | 1:26.38 SB | Цєян Шеньцзє КНР | 1:27.06 SB | Ян Цзяюй КНР                                                                                                  | 1:27.22 SB |
| Командна | КНР Цєян Шеньцзє (2) Ян Цзяюй (3) Ван На (12) Ван Інлю (13) Ян Люцзин (40) | 17 очок    | Італія Елеонора Джорджі (5) Валентина Траплетті (16) Антонелла Пальмізано (17) Елеонора Домінічі (33) Ніколь Коломбі (42) | 38         | Іспанія Марія Перес (7) Лаура Гарсія-Каро (14) Ракель Гонсалес (19) Лідія Санчес-Пуебла (27) Аманда Кано (58) | 40         |

| Першість | Золото                                               | Золото     | Срібло                                                         | Срібло     | Бронза | Бронза     |
| -------- | ---------------------------------------------------- | ---------- | -------------------------------------------------------------- | ---------- | --- | ---------- |
| Особиста | Лян Жуй КНР                                          | 4:04.36 WR | Інь Хан КНР                                                    | 4:09.09 SB | Клер Теллент Австралія                                                                                       | 4:09.33 AR |
| Командна | КНР Лян Жуй (1) Інь Хан (2) Ма Фаїн (5) Лі Маоцо (7) | 8 очок     | Еквадор Паола Перес (4) Хоана Ордоньес (6) Магалі Бонілья (11) | 21         | Україна Христина Юдкіна (12) Василина Вітовщик (13) Аліна Цвілій (15) Людмила Шелест (20) Ксенія Радько (21) | 40         |

| Першість | Золото                                    | Золото      | Срібло                                       | Срібло | Бронза                                        | Бронза |
| -------- | ----------------------------------------- | ----------- | -------------------------------------------- | ------ | --------------------------------------------- | ------ |
| Особиста | Аленья Гонсалес Мексика                   | 45.08 AU20R | Гленда Морехон Еквадор                       | 45.13  | Фудзій Нанако Японія                          | 45.29  |
| Командна | КНР Лі Веньсю (4) Ма Лі (6) Ян Вейвей (8) | 10 очок     | Еквадор Гленда Морехон (2) Паула Торрес (11) | 13     | Туреччина Мер'єм Бекмез (5) Айше Текдаль (10) | 15     |

## Медальний залік
За регламентом змагань, крім особистих медалей спортсменів, до медального заліку включались нагороди, отримані країнами за підсумками командного заліку в межах кожної дисципліни.
| Місце               | Країна              | Золото | Срібло | Бронза | Загалом |
| ------------------- | ------------------- | ------ | ------ | ------ | ------- |
| 1                   | КНР                 | 6      | 4      | 2      | 12      |
| 2                   | Японія              | 4      | 2      | 2      | 8       |
| 3                   | Мексика             | 2      | 0      | 0      | 2       |
| 4                   | Еквадор             | 0      | 3      | 0      | 3       |
| 5                   | Італія              | 0      | 2      | 1      | 3       |
| 6                   | Україна             | 0      | 1      | 1      | 2       |
| 7                   | Австралія           | 0      | 0      | 2      | 2       |
| 8                   | Гватемала           | 0      | 0      | 1      | 1       |
| 8                   | Іспанія             | 0      | 0      | 1      | 1       |
| 8                   | Польща              | 0      | 0      | 1      | 1       |
| 8                   | Туреччина           | 0      | 0      | 1      | 1       |
| Загалом (11 збірна) | Загалом (11 збірна) | 12     | 12     | 12     | 36      |

## Виступ українців
Склад збірної України для участі в чемпіонаті був затверджений виконавчим комітетом Федерації легкої атлетики України.
В жіночому заході на 50 км українка Христина Юдкіна встановила новий національний рекорд — 4:22.15.
В командному заліку на дистанції 50 км українські чоловіки та жінки здобули срібло та бронзу відповідно, а жінки на дистанції 20 км у командному заліку посіли високе четверте місце.
| Місце                                                | Атлет                                       | Результат                                   |
| 20 км (командний залік — 9 місце, 125 очок)          | 20 км (командний залік — 9 місце, 125 очок) | 20 км (командний залік — 9 місце, 125 очок) |
| ---------------------------------------------------- | ------------------------------------------- | ------------------------------------------- |
| 20                                                   | Іван Лосев Київська область                 | 1:24.14                                     |
| 44                                                   | Віктор Шумік Волинська область              | 1:28.24                                     |
| 61                                                   | Сергій Будза Київська область               | 1:30.58                                     |
| 78                                                   | Едуард Забуженко Київська область           | 1:37.54                                     |
|                                                      | Руслан Дмитренко Донецька область           | [a]                                         |
| 50 км · (командний залік — місце, 29 очок)           |                                             |                                             |
| 4                                                    | Мар'ян Закальницький Київська область       | 3:44.59 PB                                  |
| 10                                                   | Іван Банзерук Волинська область             | 3:49.17 SB                                  |
| 15                                                   | Валерій Літанюк Івано-Франківська область   | 3:53.05 PB                                  |
| 28                                                   | Андрій Гречковський Київська область        | 3:59.32 SB                                  |
| 38                                                   | Ігор Сахарук Волинська область              | 4:06.50 SB                                  |
| 10 км (юніори) (командний залік — 11 місце, 58 очок) |                                             |                                             |
| 27                                                   | Андрій Синдюк Волинська область             | 43.08 PB                                    |
| 31                                                   | Ілля Білик Львівська область                | 44.05 PB                                    |
| 38                                                   | Віктор Кононенко Харківська область         | 45.24                                       |

| Місце                                                | Атлетка                                    | Результат                                  |
| 20 км (командний залік — 4 місце, 69 очок)           | 20 км (командний залік — 4 місце, 69 очок) | 20 км (командний залік — 4 місце, 69 очок) |
| ---------------------------------------------------- | ------------------------------------------ | ------------------------------------------ |
| 9                                                    | Інна Кашина Київська область               | 1:28.58 PB                                 |
| 11                                                   | Надія Боровська Волинська область          | 1:29.28                                    |
| 49                                                   | Валентина Мирончук Волинська область       | 1:35.32                                    |
| 66                                                   | Тамара Гаврилюк Житомирська область        | 1:38.19 SB                                 |
| 77                                                   | Дарія Хусаїнова Житомирська область        | 1:46.14                                    |
| 50 км · (командний залік — місце, 40 очок)           |                                            |                                            |
| 12                                                   | Христина Юдкіна Івано-Франківська область  | 4:22.15 NR                                 |
| 13                                                   | Василина Вітовщик Волинська область        | 4:24.08 PB                                 |
| 15                                                   | Аліна Цвілій Київська область              | 4:28.49 PB                                 |
| 20                                                   | Людмила Шелест Сумська область             | 4:37.43 SB                                 |
| 21                                                   | Ксенія Радько Сумська область              | 4:38.23 SB                                 |
| 10 км (юніорки) (командний залік — 9 місце, 57 очок) |                                            |                                            |
| 27                                                   | Яна Фарина Волинська область               | 51.44 PB                                   |
|                                                      | Дарина Кас'ян Волинська область            | 52.17 PB                                   |
| 34                                                   | Аліна Ткач Сумська область                 | 55.48 PB                                   |

a  27 квітня 2018 виконавчий комітет виключив зі складу офіційної делегації національної збірної команди України Руслана Дмитренка та його тренера Дениса Тобіаса у зв'язку з висуненням департаментом з легкоатлетичної етики ІААФ Дмитренку обвинувачення в порушенні антидопінгових правил після отримання звіту про несприятливий біологічний паспорт атлета та порушенням щодо цього проти атлета та його тренера провадження.